# HIStory/Ghosts
HIStory/Ghosts – podwójny singel Michaela Jacksona z albumu Blood on the Dance Floor (HIStory in the Mix).

## Lista utworów

### Singel (Europa) („HIStory”/„Ghosts”)
1. „HIStory” (Tony Moran’s 7" HIStory Lesson Edit) – 4:09
2. „HIStory” (Radio Edit) – 3:58
3. „Ghosts” (Radio Edit) – 3:50
4. „Ghosts” (Mousse T’s Club Mix) – 6:03

### Singel (Europa) („HIStory”)
1. „HIStory” (Tony Moran’s HIStory Lesson) – 8:00
2. „HIStory” (Tony Moran’s HIStorical Dub) – 7:56
3. „HIStory” (MARK!'s Vocal Club Mix) – 9:10
4. „HIStory” (The Ummah Radio Mix) – 4:59
5. „HIStory” (The Ummah Urban Mix) – 4:19

## Autorzy

### „HIStory” (Tony Moran’s HIStory Lesson)
- Tekst i muzyka: Michael Jackson, James Harris III i Terry Lewis
- Produkcja: Michael Jackson oraz Jimmy Jam i Terry Lewis
- Remix: Tony Moran
- Dodatkowa produkcja: Tony Moran i Bob Rosa
- Mix: Bob Rosa

### „Ghosts”
- Tekst i muzyka: Michael Jackson i Teddy Riley
- Produkcja: Michael Jackson i Teddy Riley
- Wokal: Michael Jackson
- Keyboard i syntezator: Teddy Riley, Bad Buxer i Doug Grigsby